# Air Supply
Air Supply est un duo australien de soft rock formé en 1976. Il est composé de Russell Hitchcock (en) et Graham Russell. Leur compilation Greatest Hits a été quadruple disque de platine aux États-Unis et l'album The Earth Is a rencontré un grand succès dans de nombreux pays. Le groupe a vendu plus de 100 millions de disques à travers le monde.

## Discographie
- Air Supply (1976)
- The Whole Thing's Started (1977)
- Love & Other Bruises (1977)
- Life Support (1979)
- Lost in Love  (1980)
- The One That You Love (1981)
- Now and Forever (1982)
- Air Supply (1985)
- Hearts in Motion (1986)
- The Christmas Album (1987)
- The Earth Is (1991)
- The Vanishing Race (1993)
- News from Nowhere (1995)
- The Book of Love (1997)
- Yours Truly (2001)
- Across the Concrete Sky (2003)
- The Singer and the Song (2005)
- Mumbo Jumbo (2010)

## Singles
- 1980 - Lost in Love
- 1980 - All Out of Love
- 1982 - Even the Nights Are Better
- 1983 - Making Love Out of Nothing at All
- 1985 - Just as I Am
- 1985 - The Power of Love
- 1986 - Lonely Is the Night
- 1986 - One More Chance
- 1987 - The Eyes of a Child
- 1991 - Without You
- 1993 - Goodbye
- 1995 - Someone
- 1995 - Unchained Melody
- 1995 - The Way I Feel
- 1997 - Strong Strong Wind
- 2001 - You Are the Reason
- 2003 - Shadow of the Sun
- 2010 - Dance with Me
- 2010 - Faith in Love
- 2015 - I Adore You